# Ситимов, Азамат Байзетович
Азамат Байзетович Ситимов (род. 11 августа 1989) — российский самбист и дзюдоист, бронзовый призёр чемпионата России по самбо 2010 года, обладатель Кубка России по дзюдо 2017 года, чемпион Европы по дзюдо среди полицейских, победитель этапов Кубков Европы и мира по дзюдо, мастер спорта России.

## Спортивные результаты
- Первенство России по дзюдо среди юниоров 2010 — ;
- Первенство России по дзюдо среди молодёжи 2010 — ;
- Чемпионат России по самбо 2010 — ;
- Кубок России по дзюдо 2017 — ;